# Vergabeordnung für freiberufliche Leistungen
Die Vergabeordnung für freiberufliche Leistungen (VOF) regelte bis zum 18. April 2016 die Ausschreibung und Vergabe von freiberuflichen Leistungen  durch öffentliche Auftraggeber in Deutschland. Darunter fallen neben Architekten- oder Ingenieurleistungen auch Leistungen im Rahmen der Kunst am Bau. Sie ergänzte die Vergabeverordnung und war in ihrem Bereich das Pendant zu Vergabe- und Vertragsordnung für Bauleistungen (VOB) bzw. Vergabe- und Vertragsordnung für Leistungen (VOL). Sie galt nur oberhalb der EU-Schwellenwerte.
Ab dem 18. April 2016 ist für die Vergabe von Aufträgen im Bereich der freiberuflichen Leistungen die neue Vergabeverordnung (VgV) anzuwenden, in die das bisherige Regelwerk inhaltlich eingeflossen ist.

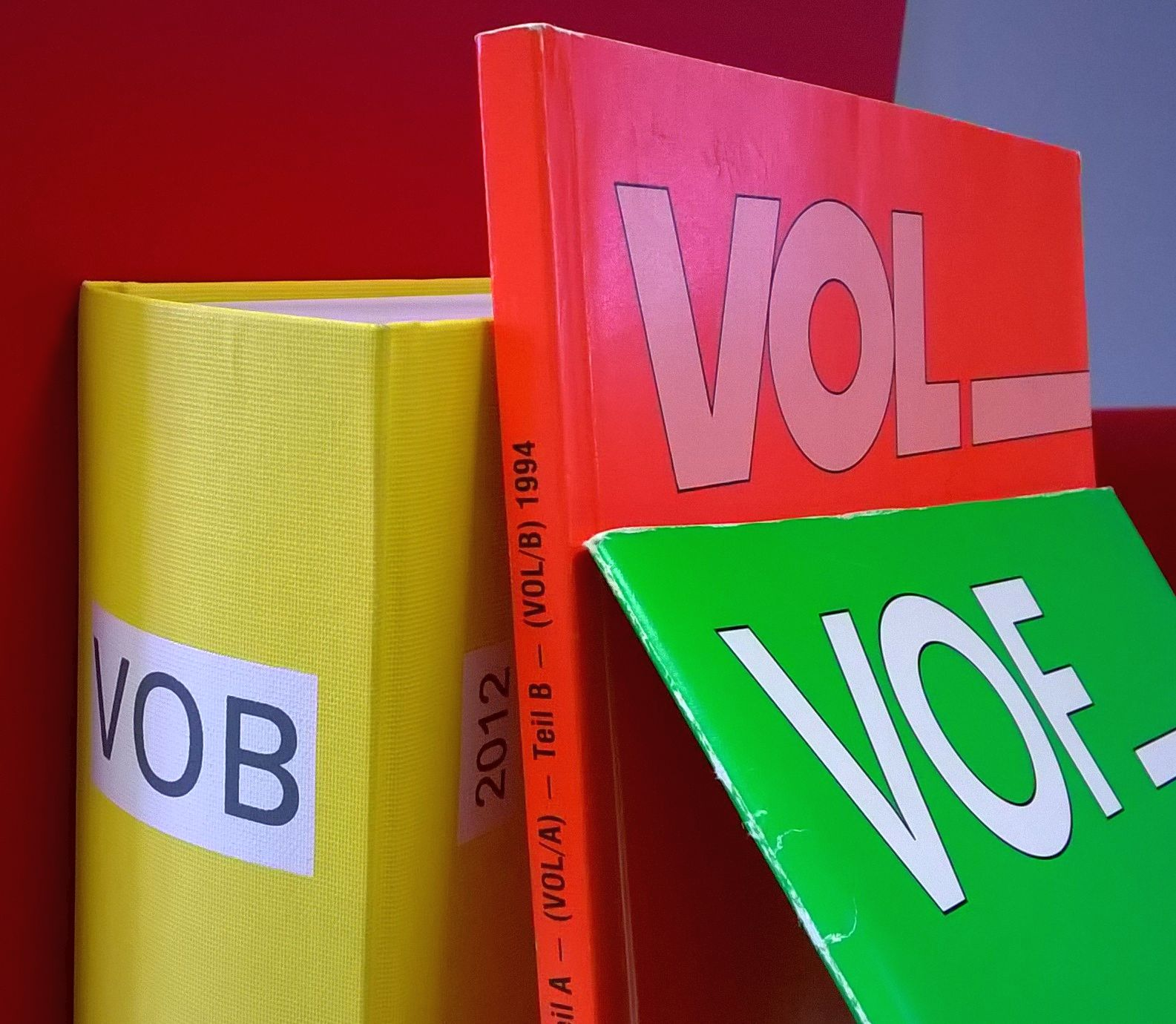
VOL, VOB und VOF als ältere Druckausgabe

## Anwendungsbereich
Die VOF war nach § 1 VOF auf öffentliche Aufträge anzuwenden, die im Rahmen einer freiberuflichen Tätigkeit erbracht oder im Wettbewerb mit freiberuflich Tätigen angeboten werden und deren Gegenstand eine Aufgabe ist, deren Lösung nicht vorab eindeutig und erschöpfend beschrieben werden kann.
Voraussetzung für die Anwendung der VOF war, dass der nach § 3 VgV geschätzte Auftragswert den nach § 2 VgV maßgeblichen EU-Schwellenwert überschreitet. Der EU-Schwellenwert beträgt derzeit 221.000 Euro netto bzw. bei losweiser Vergabe 80.000 Euro netto bis mindestens 20 % des Gesamtauftragswertes.

## Verfahrensgestaltung
Aufträge werden in einem Verhandlungsverfahren oder in einem Planungswettbewerb vergeben. Das gesamte Vergabeverfahren kann in mehreren, aufeinander abfolgenden Phasen durchgeführt werden. Im ersten Schritt werden anhand der bekannt gemachten Kriterien geeignete Bewerber ausgewählt. Bei anspruchsvollen Aufgaben der Architektur- und Ingenieurleistungen werden meistens Planungswettbewerbe durchgeführt. Anschließend wird das eigentliche Verhandlungsverfahren durchgeführt, in dem mit den ausgewählten Bewerbern, nach Wettbewerben mit den Preisträgern, über die konkreten Auftragsbedingungen verhandelt wird. Den Zuschlag erteilt der Auftraggeber dem Bieter, der die bestmögliche Leistung erwarten lässt. Unterhalb der Grenzwerte werden freiberufliche Leistungen freihändig vergeben, z. B. nach den Richtlinien für die Durchführung von Bauaufgaben des Bundes (RBBau).